# Wahasuchus
Wahasuchus is een geslacht van uitgestorven Mesoeucrocodylia uit het Midden-Campanien, drieënzeventig miljoen jaar oud, gevonden in de Quseir-formatie in Egypte. 
De typesoort Wahasuchus egyptensis werd in 2018 benoemd en beschreven door Sara Saber, Joseph J.W. Sertich, Hesham M. Sallam, Khaled A. Ouda, Patrick M. O'Connor en Erik R. Seiffert. De geslachtsnaam is afgeleid van het Arabische woord واحة (waha), wat 'oase' betekent en souchos van het Grieks voor de krokodillenkopgod van het oude Egypte, een verwijzing naar de Dachlaoase. De soortaanduiding egyptensis (Latijn) betekent 'uit Egypte'.
Het holotype is MUVP 1, een schedel. Verdere schedel- en kaakfragmenten, ruggenwervels en fragmentarische ledematen, gevonden bij het dorp Tineida, zijn toegewezen.
Wahasuchus is ruwweg drie meter lang.
Verschillende autapomorfieën, unieke afgeleide eigenschappen, werden vastgesteld. Een geornamenteerde groeve, geen facet met het palpebrale zijnde, doorsnijdt het raakvlak tussen de bovenste plaat van het postorbitale en de balk van het postorbitale achter de oogkas. De voorste tak van het jukbeen heeft een naar boven verlengde plaat richting oogkas. De voorrand van het onderste slaapvenster reikt naar buiten en beneden naar de achterrand van de oogkas.
Wahasuchus heeft een platte, korte en brede kop met een wat naar boven gebogen snuit.